# (9218) Ishiikazuo
(9218) Ishiikazuo – planetoida z pasa głównego asteroid okrążająca Słońce w ciągu 3 lat i 157 dni w średniej odległości 2,27 j.a. Została odkryta 20 listopada 1995 roku w obserwatorium w Ōizumi przez Takao Kobayashiego. Nazwa planetoidy pochodzi od Kazuo Ishiiego (ur. 1950), konsultanta architektonicznego w zakresie projektowania obiektów astronomicznych. Przed nadaniem nazwy planetoida nosiła oznaczenie tymczasowe (9218) 1995 WV2.